# Parafia św. Jerzego i św. Łucji w Hucie
Parafia św. Jerzego i św. Łucji w Hucie (biał. Парафія Св. Юрыя і св. Луцыі y Гутe) – była parafia rzymskokatolicka w Hucie. Należała do dekanatu postawskiego diecezji witebskiej. Została wydzielona z parafii w Woropajewie. Formalnie istniała do 2016 r. Obecnie miejscowość należy do parafii w Woropajewie.